# Northlane
I Northlane sono un gruppo metalcore australiano, formatosi a Sydney nel 2009. 

## Storia del gruppo

### Inizi eDiscoveries(2009-2012)
I Northlane si formano nel 2009 nella zona occidentale di Sydney, con la formazione originale che comprendeva Jon Deiley alla chitarra solista, Brendan Derby alla batteria, Adrian Fitipaldes alla voce, Alex Milovic al basso e Josh Smith alla chitarra ritmica. La band prende il proprio nome dalla canzone North Lane, pubblicata nel 2007 dal gruppo metalcore britannico Architects all'interno dell'album Ruin.
Nel gennaio 2010 la band pubblica il suo primo EP dal titolo Hollow Existence, il quale riceve i favori della critica. Dopo la pubblicazione dell'EP la band si dedica ad un'intensa attività live in giro per l'Australia.
Nella seconda metà del 2011 il gruppo firma per l'etichetta discografica UNFD, con la quale pubblica nel novembre dello stesso anno l'album di debutto dal titolo Discoveries. L'album entra nelle classifiche ARIA, raggiungendo anche il 49º posto della ARIA Digital Albums Chart ed il 1º posto della ARIA Hitseekers Album Chart. In seguito alla pubblicazione dell'album la band parte per un tour promozionale in Australia, seguito poco dopo da tour in supporto a band come August Burns Red e House Vs. Hurrcane. Nel febbraio 2012 partecipano insieme ai Parkway Drive al Sick Summer Tour.
Nel settembre 2012 la band va in tour in Canada accompagnati da Counterparts e Stray from the Path. Alla fine del tour la band fa tappa a New York, dove, sotto la supervisione di Will Putney, registra il seguito di Discoveries. Nel dicembre dello stesso anno partecipano come band di supporto ai Parkway Drive nel tour promozionale di Atlas.

### Singularitye l'addio di Fitipaldes (2013-2014)
Nel gennaio 2013 la band parte per un tour promozionale del loro singolo Worldeater, supportati da In Hearts Wake e Endless Heights. Nello stesso anno la band partecipa al Soundwave ed al Pushover, suonando al fianco di band come Thy Art Is Murder, The Amity Affliction ed In Heats Wake.
Il 22 febbraio 2013 viene pubblicato il video per il singolo Quantum Flux. Il singolo riscuote successo anche a livello mainstream, debuttando al 14º posto dell'ARIA Australian Artists Top 20 Singles Chart. Il 22 marzo il secondo album della band Singularity debutta al 3º posto della ARIA Albums Chart. L'album raggiunge la prima posizione nella classifica australiana di iTunes.
Il tour australiano in promozione di Singularity vede la partecipazione come band di supporto di Structures, Stray from the Path e Statues. In agosto la band partecipa come band di supporto ai Karnivool nel corso del loro tour australiano.
Nel novembre 2013 la band suona per la prima volta negli Stati Uniti, andando in tour con Veil of Maya e Structures. Nel gennaio 2014 partecipano al Big Day Out, prima di ripartire in tour negli Stati Uniti al fianco di Bring Me the Horizon, Of Mice & Men ed Issues. In marzo ed aprile dello stesso anno girano il Regno Unito e l'Europa in supporto agli Architects nell'arco di 39 date. Nel maggio 2014 la band organizza il Free Your Mind Festival, ottenendo il supporto di band come Thy Art Is Murder, Veil of Maya, Volumes e Make Them Suffer.
Nel settembre 2014 con un post su Facebook viene annunciata l'uscita dal gruppo del vocalist Adrian Fitipaldes, dovuta principalmente ai problemi di salute del frontman. Nel messaggio viene anche annunciato che la band avrebbe preso in considerazione le video audizioni degli aspiranti sostituti di Fitipaldes.

### L'arrivo di Marcus Bridge eNode(2014-2016)
Il 14 ottobre 2014 i Northlane annunciano di aver trovato un nuovo cantante. Due giorni dopo viene annunciato l'inizio delle riprese del video musicale di una nuova canzone dal titolo Rot, registrata poco dopo la sua stesura a Sydney, sotto la supervisione del produttore Will Putney. Descritta come "una delle canzoni più pesanti mai scritte dai Northlane", Rot viene pubblicata il 20 novembre, rivelando l'identità del nuovo vocalist Marcus Bridge.
Il 24 luglio 2015 esce il terzo album della band dal titolo Node, prodotto da Will Putney. L'album raggiunge la prima posizione nella classifica degli album australiana. Agli ARIA Music Awards del 2015 Node si aggiudica il premio di miglior album nella categoria hard rock e heavy metal.

### EquinoxeMesmer(2016-2017)
Il 19 aprile 2016 la band anuncia l'uscita di Equinox, EP split in collaborazione con gli In Hearts Wake. In seguito all'uscita dello split i Northlane e gli In Hearts Wake intraprendono un tour promozionale supportati dagli Hands Like Houses e gli Ocean Grove.
Nel gennaio 2017 nel corso dello Unify Gathering la band suona per la prima volta dal vivo la nuova canzone Intuituion, la quale uscirà come singolo il 17 gennaio.
Il 10 marzo la band pubblica una traccia ambient elettronica dal titolo Mesmer, accompagnata da un video musicale. Insieme al video su Facebook la band crea un chat bot chiamato Citizen, il quale forniva indizi e messaggi criptici riguardo alle future uscite della band. Il 16 marzo la band pubblica delle immagini completamente bianche sui propri social se non per una piccola scritta che rimandava al sito nl6633.com. Il sito conteneva immagini della band al lavoro in studio senza ulteriori indizi.
Il 20 marzo la band pubblica un nuovo singolo dal titolo Citizen. Il 24 marzo la band pubblica senza alcun preavviso Mesmer, il quarto album della formazione. La traccia pubblicata il 10 marzo dal titolo Mesmer non si rivelerà altro che essere un trailer dell'album contenente stem provenienti da tutti i pezzi dell'incisione. Ulteriori dettagli vengono forniti dalla UNFD, rivelando che gli indizi relativi all'uscita di Mesmer si possono trovare già dal 2016.
Mesmer debutta al terzo posto dell'ARIA Charts, debuttando per la terza volta di fila nella top 5.
Il 1º giugno 2017 la band pubblica il video di Solar, poco prima di partire per il tour mondiale per promuovere l'album.

### L'addio di Milovic eAlien(2018-presente)
Il 5 luglio 2018 viene scoperto che nelle locandine per promuovere il tour estivo europeo 2018 c'è un messaggio criptico recitante "13 07 2018 Vultures". Proprio il 13 luglio la band pubblica un nuovo singolo intitolato Vultures.
Il 6 settembre il bassista Alex Milovic lascia la band per motivi personali.
Il 2 novembre Brendon Padjasek, ex cantante e chitarrista degli Structures, fa il suo ingresso nella band in qualità di bassista. Un mese dopo al Good Things Festival la band suona per la prima volta dal vivo Talking Heads, annunciando che verrà inclusa nel quinto album della band.
Il 30 dicembre la band annuncia la fine della stesura dei pezzi del quinto album. Il 7 gennaio la band entra in studio, completando le registrazioni il 9 febbraio. Il 5 aprile la band collabora con il produttore PhaseOne partecipando alla traccia Crash & Burn.
Il 12 aprile la band annuncia che il nuovo album sarà intitolato Alien e che sarà pubblicato il 2 agosto 2019. La band inoltre annuncia l'uscita di tre singoli prima del lancio del disco: Bloodline il 30 aprile, Talking Heads il 13 giugno ed Eclipse il 25 luglio.
Il 30 aprile la band pubblica il singolo Bloodline, accompagnato da un video musicale. La canzone ed il video musicale sono ispirati all'infanzia violenta passata da Marcus a causa dei genitori tossicodipendenti. La band annuncia anche che il lancio dell'album sarà seguito da un tour mondiale.
Il 3 giugno la band annuncia che il singolo Talking Heads verrà pubblicato prima della data prevista, il 5 giugno anziché il 13 dello stesso mese.

## Stile musicale
Lo stile della band può essere definito come l'unione di metalcore e progressive metal.
Come dichiarato da Smith, Deiley scrive la maggioranza delle parti di chitarra e basso, i testi erano a cura di Fitipaldes prima della sua partenza, mentre ora sono scritti da Smith e Bridge.
Una caratteristica dei Northlane sono le accordature molto basse, ottenute grazie a chitarre baritone a sette corde. Una delle loro accordature più utilizzate è Fa-Sib-Fa-Sib-Mib-Sol-Do, praticamente un'accordatura in drop Sib con l'aggiunta di un Fa basso. Il basso è accordato alla stessa maniera, il tutto di un'ottava più bassa.

## Formazione
Attuale
- Jon Deiley – chitarra solista, programmazione (2009–presente); basso (2021–presente)
- Josh Smith – chitarra ritmica (2009–presente)
- Nic Pettersen – batteria (2010–presente)
- Marcus Bridge – voce solista (2014–presente)

Ex componenti
- Brendan Derby – batteria (2009–2010)
- Simon Anderson – basso (2009–2011)
- Adrian Fitipaldes - voce solista (2009–2014)
- Alex Milovic – basso (2009; 2011–2018)
- Mitchell Collier – batteria (2010)
- Brendon Padjasek – basso, voce (2018–2021)

## Discografia

### Album in studio
- 2011 – Discoveries
- 2013 – Singularity
- 2015 – Node
- 2017 – Mesmer
- 2019 – Alien
- 2022 – Obsidian

### Album dal vivo
- 2018 – Analog Future
- 2020 – Live at the Roundhouse

### EP
- 2010 – Hollow Existence
- 2021 – 5G
- 2021 – 2D

### Split
- 2016 – Equinox con In Hearts Wake

## Premi e riconoscimenti
ARIA Music Awards
- 2015 – "Best Hard Rock or Heavy Metal Album" con Node
- 2017 – "Best Hard Rock or Heavy Metal Album" con Mesmer
- 2019 – "Best Hard Rock or Heavy Metal Album" con Alien